# Gaudencio Antonino
Gaudencio E. Antonino (Jaen, 9 februari 1909 - 13 november 1967) was een Filipijns topfunctionaris en politicus.

## Biografie
Gaudencio Antonino werd geboren op 9 februari 1909 in Jaen in de Filipijnse provincie Nueva Ecija. Zijn ouders waren Zacarias Antonino en Mamerto Embuscado. Antonino voltooide in 1933 een bachelor-opleiding civiele techniek aan de University of the Philippines en slaagde in datzelfde jaar met het op zes na beste resultaat voor het toelatingsexamen voor civiel-technici. Van 1933 tot 1936 werkte hij als assistent-ingenieur voor het Bureau of Public Works. Tijdens de Tweede Wereldoorlog diende hij als 2e luitenant in het 101st Engineer Battalion van USAFFE. Van 1942 tot 1944 was Antonino krijgsgevangene in Malaybalay in de provincie Bukidnon. Na zijn bevrijding win 1945 werd hij bevorderd tot 1e luitenant en diende hij nog tot 1946 en diende hij nog in het 1st Engineer Battalion van USAFIP.
Van 1947 tot 1952 was Antonino actief als zelfstandig civiel-technisch aannemer. Nadien was hij directeur van de Western Mindanao Lumber Company, de Lumber Development Company, G.E. Antonino Companay, Itugon-Suyoc Mines. Ook was hij topman van diverse andere Filipijnse bedrijven en organisaties. In 1961 werd Antonino gekozen tot lid van het Filipijnse Senaat. In de Senaat was hij onder meer voorzitter van de commissie voor publieke werken en communicatie en van de commissie voor defensie en veiligheid. Zijn strijd tegen een wetsvoorstel die hoge vergoedingen voor congresleden regelde maakte hem populair bij het volk. Het controversiële wetsvoorstel haalde het uiteindelijk niet. In 1967 stelde hij zich opnieuw kandidaat voor een zetel in de Senaat.
Antonino overleed echter een dag voor de verkiezingen van 1967 op 58-jarige leeftijd toen de helikopter waarin hij zat neerstortte. Zijn vrouw Magnolia Antonino won daarop namens hem de verkiezingen. Antonino had samen met zijn vrouw vijf kinderen.: Arthur, Adelbert, Gaudencio jr. en Rodolfo. Zijn zoon Rodolfo Antonino werd in 2004, 2007 en 2010 gekozen in het Filipijns Huis van Afgevaardigden. Zijn andere zoon Adelbert Antonino was van 1987 tot 1992 namens South Cotabato lid van het Filipijns Huis van Afgevaardigden. Zijn schoondochter Luwalhati Antonino, getrouwd met Adelbert, was aansluitend van 1992 tot 2001 lid van het Filipijns Huis van Afgevaardigden namens South Cotabato. Zij werd weer opgevolgd door hun dochter en Gaudencio's kleindochter Darlene Antonino-Custodio. Darlene was van 2001 tot en met 2010 lid van het Huis van Afgevaardigden.